# Thouvenotia madagascariensis
Thouvenotia madagascariensis är en lagerväxtart som beskrevs av Paul Auguste Danguy. Thouvenotia madagascariensis ingår i släktet Thouvenotia och familjen lagerväxter. Inga underarter finns listade i Catalogue of Life.